# Las Yaguas, San Juan Evangelista
Las Yaguas är en ort i Mexiko.   Den ligger i kommunen San Juan Evangelista och delstaten Veracruz, i den sydöstra delen av landet, 400 km öster om huvudstaden Mexico City. Las Yaguas ligger 77 meter över havet och antalet invånare är 237.
Terrängen runt Las Yaguas är platt. Runt Las Yaguas är det ganska tätbefolkat, med 67 invånare per kvadratkilometer. Närmaste större samhälle är Estación Juanita, 6,8 km söder om Las Yaguas. Omgivningarna runt Las Yaguas är en mosaik av jordbruksmark och naturlig växtlighet.